# Governo Fortis I
Il Governo Fortis I è stato il quarantaduesimo esecutivo del Regno d'Italia, il primo guidato da Alessandro Fortis.  
Esso, nato in seguito alle dimissioni del governo precedente, è stato in carica dal 28 marzo al 24 dicembre 1905 (sebbene già dimissionario dal precedente 18 dicembre), per un totale di 271 giorni, ovvero 8 mesi e 26 giorni. 

## Compagine di governo

### Appartenenza politica
| Partito | Partito                 | Presidente | Ministri | Sottosegretari | Totale |
| ------- | ----------------------- | ---------- | -------- | -------------- | ------ |
|         | Sinistra storica        | 1          | 9        | 6              | 17     |
|         | Destra storica          | -          | 1        | 2              | 3      |
|         | Indipendente (politica) | -          | 1        | 3              | 4      |

### Situazione parlamentare
NOTA: Nonostante ormai le dinamiche parlamentari sulla fiducia (che venivano spesso attuate indirettamente e tramite vari ordini del giorno), avevano ormai portato ad una prassi di forte rilevanza stratificata e abbastanza consolidata dell’organo legislativo e della Monarchia parlamentare, con un’evidente evoluzione in senso democratico della responsabilità politica, essa fu ciononostante solo una convenzione costituzionale. Ufficialmente infatti, ai tempi del Regno d'Italia, poiché secondo lo Statuto Albertino il governo rispondeva concretamente al solo Re (il quale, dando egli stesso una prima fiducia al governo, aveva il potere di far resistere l’esecutivo ad un voto della Camera dei deputati, come alcune volte fece), il rapporto con il Parlamento in senso moderno non era pienamente obbligatorio (ed in tal senso vari sono stati i casi di formazione o sopravvivenza di un governo palesemente privo di tale supporto), pur diventato oramai fondamentale (e più affine alla forma moderna solo successivamente, specie con l’ascesa dei partiti di massa e con l’introduzione del sistema proporzionale). Per questo motivo, il grafico sottostante espone, secondo ricostruzioni e dichiarazioni, nonché secondo la composizione del governo ed anche secondo il voto effettivamente subìto, il supporto che questo ha ottenuto a fini puramente enciclopedici e storici, tenendo conto della facile mutevolezza delle forze politiche e del contesto storico-politico.
| Camera              | Collocazione | Partiti                               | Seggi     |
| ------------------- | ------------ | ------------------------------------- | --------- |
| Camera dei deputati | Maggioranza  | DEM (339), PLC (76)                   | 415 / 508 |
| Camera dei deputati | Opposizione  | PR (37), PSI (29), PRI (24), UECI (3) | 93 / 508  |

## Composizione
| Carica                                | Titolare                              | Titolare                              | Titolare                                         | Sottosegretario                                        |
| Presidenza del Consiglio dei ministri | Presidenza del Consiglio dei ministri | Presidenza del Consiglio dei ministri | Presidenza del Consiglio dei ministri            | Sottosegretario di Stato alla Presidenza del Consiglio |
| ------------------------------------- | ------------------------------------- | ------------------------------------- | ------------------------------------------------ | ------------------------------------------------------ |
| Presidente del Consiglio dei ministri |                                       |                                       | Alessandro Fortis (Sinistra storica)             | Carica non assegnata                                   |
| Ministero                             | Ministri                              | Ministri                              | Ministri                                         | Sottosegretario                                        |
| Affari Esteri                         |                                       |                                       | Alessandro Fortis (Sinistra storica)             | Guido Fusinato                                         |
| Agricoltura, Industria e Commercio    |                                       |                                       | Luigi Rava (Indipendente)                        | Girolamo Del Balzo                                     |
| Lavori Pubblici                       |                                       |                                       | Carlo Ferraris (Sinistra storica)                | Domenico Pozzi                                         |
| Interno                               |                                       |                                       | Tommaso Tittoni (Destra storica)                 | Ignazio Marsengo-Bastia                                |
| Pubblica Istruzione                   |                                       |                                       | Leonardo Bianchi (Indipendente)                  | Luigi Rossi                                            |
| Guerra                                |                                       |                                       | Ettore Pedotti (Indipendente)                    | Paolo Spingardi                                        |
| Marina                                |                                       |                                       | Carlo Mirabello (Indipendente)                   | Augusto Aubry                                          |
| Finanze                               |                                       |                                       | Angelo Majorana Calatabiano (Sinistra storica)   | Giovanni Camera                                        |
| Grazia e Giustizia e Culti            |                                       |                                       | Camillo Finocchiaro Aprile (Sinistra storica)    | Luigi Facta                                            |
| Poste e Telegrafi                     |                                       |                                       | Gismondo Morelli Gualtierotti (Sinistra storica) | Alfredo Capece Minutolo di Bugnano                     |
| Tesoro                                |                                       |                                       | Paolo Carcano (Sinistra storica)                 | Giuseppe Fasce                                         |

## Cronologia

### 1905
- 24 marzo - Il governo giura dinnanzi al Re.
- 18 novembre - Il governo adotta un regio decreto per l’esecuzione di un accordo commerciale provvisorio tra Italia e Spagna che, fra le varie disposizioni, prevedeva anche la più facile esportazione della seta, della canapa e del marmo in cambio di una riduzione dei dazi sul vino d’origine iberica.
- 13 dicembre - La Camera dei Deputati inizia la discussione del regio decreto giungendo, dopo accesissimi dibattiti, alla programmazione del voto finale per il 17 dicembre.
- 17 dicembre - Il voto finale sul disegno di legge viene collegato, per via della presentazione di un ordine del giorno a firma di Carlo Gorio, alla stessa fiducia nel governo. Richiesta la divisione, l’ordine del giorno viene approvato con 253 favorevoli (190 contrari, 2 astenuti, 63 non votanti), mentre il voto sul disegno di legge viene sonoramente respinto con 273 contrari (135 favorevoli, un astenuto, 99 non votanti).
- 18 dicembre - Preso atto del voto contrario, seppur sul solo disegno di legge, il Presidente del Consiglio Fortis rassegna le dimissioni dinnanzi al Re. Questi, tenendo conto dell’assenza di un effettivo voto di sfiducia, le accetta, riconferendo l’incarico nuovamente a Fortis.
- 24 dicembre - Con il giuramento del nuovo esecutivo, termina ufficialmente l’esperienza di governo.